# Abans que te'n vagis
Abans que te'n vagis (títol original en anglès, Before We Go) és una pel·lícula de drama romàntic estatunidenca del 2014 dirigida per Chris Evans en el seu debut com a director. És protagonitzada pel mateix Evans (que també la va coproduir) i Alice Eve com a dos desconeguts atrapats a Manhattan durant una nit. S'ha doblat i subtitulat al català.
La pel·lícula es va estrenar a la secció de Presentacions Especials del 39è Festival Internacional de Cinema de Toronto el 12 de setembre de 2014. Es va estrenar a la carta el 21 de juliol de 2015 i va tenir una estrena en una selecció limitada de cinemes als Estats Units el 4 de setembre de 2015.

## Repartiment
- Chris Evans com a Nick Vaughan
- Alice Eve com a Brooke Dalton
- Emma Fitzpatrick com a Hannah Dempsey
- Mark Kassen com a Danny
- Daniel Spink com a Tyler
- Elijah Moreland com a Cole
- John Cullum com a Harry
- Scott Evans com a conserge